# Yacob Sason
Yacob Sason (Amstelveen, 22 december 1986) is een Nederlands voetballer die als aanvaller voor Telstar speelde.

## Carrière
Yacob Sason speelde voor de amateurclubs VV De Beursbengels en USV Elinkwijk, tot hij in 2011 naar Telstar vertrok. Hij debuteerde voor Telstar in de Eerste divisie op 27 april 2012, in de met 3-1 verloren uitwedstrijd tegen SC Cambuur. Hij kwam in de 61e minuut in het veld voor Melvin Grootfaam. Dit was zijn enige wedstrijd voor Telstar, waarna hij in 2012 naar FC Chabab vertrok. Hierna speelde hij nog voor NFC en VV Amstelveen/Heemraad.

### Statistieken
| Seizoen                     | Club           | Land           | Competitie       | Competitie | Competitie | Beker | Beker | Totaal | Totaal |
| Seizoen                     | Club           | Land           | Competitie       | Wed.       | Dlp.       | Wed.  | Dlp.  | Wed.   | Dlp.   |
| --------------------------- | -------------- | -------------- | ---------------- | ---------- | ---------- | ----- | ----- | ------ | ------ |
| 2011/12                     | Telstar        | Nederland      | Eerste divisie   | 1          | 0          | 0     | 0     | 1      | 0      |
| 2012/13                     | FC Chabab      | Nederland      | Topklasse Zondag | 3          | 0          | 1     | 0     | 4      | 0      |
| Carrièretotaal              | Carrièretotaal | Carrièretotaal | Carrièretotaal   | 4          | 0          | 1     | 0     | 5      | 0      |
| Bijgewerkt op 12 april 2019 |                |                |                  |            |            |       |       |        |        |